# Giải vô địch bóng đá U-17 Đông Nam Á 2005
Giải vô địch bóng đá U-17 Đông Nam Á 2005 (AFF U-17 Youth Championship 2005) là giải bóng đá lần đầu tiên giữa các đội tuyển bóng đá dưới 17 tuổi các quốc gia Đông Nam Á do Liên đoàn bóng đá Đông Nam Á tổ chức tại Băng Cốc, Thái Lan từ ngày 26 tháng 8 đến ngày 4 tháng 9 năm 2005.

## Vòng bảng
Bảy đội tuyển được chia thành hai bảng đấu vòng tròn 1 lượt chọn 2 đội xếp đầu của mỗi bảng vào bán kết.
|  | Đội bóng đi tiếp vào vòng trong |  | Đội bóng bị loại ở vòng bảng |

### Bảng A
| Đội tuyển | số trận | thắng | hoà | thua | bàn thắng | bàn thua | điểm |
| --------- | ------- | ----- | --- | ---- | --------- | -------- | ---- |
| Thái Lan  | 2       | 2     | 0   | 0    | 5         | 3        | 6    |
| Myanmar   | 2       | 1     | 0   | 1    | 7         | 3        | 3    |
| Indonesia | 2       | 0     | 0   | 2    | 3         | 9        | 0    |

| Thái Lan | 3–2 | Indonesia |
| -------- | --- | --------- |
|          |     |           |

| Indonesia | 1–6 | Myanmar |
| --------- | --- | ------- |
|           |     |         |

| Myanmar | 1–2 | Thái Lan |
| ------- | --- | -------- |
|         |     |          |

### Bảng B
| Đội tuyển | số trận | thắng | hoà | thua | bàn thắng | bàn thua | điểm |
| --------- | ------- | ----- | --- | ---- | --------- | -------- | ---- |
| Lào       | 3       | 2     | 1   | 0    | 7         | 2        | 7    |
| Malaysia  | 3       | 2     | 0   | 1    | 6         | 4        | 6    |
| Campuchia | 3       | 0     | 2   | 1    | 2         | 7        | 2    |
| Việt Nam  | 3       | 0     | 1   | 2    | 4         | 9        | 1    |

| Lào | 4–1 | Việt Nam |
| --- | --- | -------- |
|     |     |          |

| Malaysia | 5–0 | Campuchia |
| -------- | --- | --------- |
|          |     |           |

| Việt Nam | 2–2 | Campuchia |
| -------- | --- | --------- |
|          |     |           |

| Malaysia | 1–3 | Lào |
| -------- | --- | --- |
|          |     |     |

| Campuchia | 0–0 | Lào |
| --------- | --- | --- |
|           |     |     |

| Việt Nam | 1–3 | Malaysia |
| -------- | --- | -------- |
|          |     |          |

## Đấu loại trực tiếp

### Tóm tắt
|  | Bán kết   | Bán kết       |               |       | Chung kết | Chung kết |
|  |           |               |               |       |           |           |
|  | 2 tháng 9 |               |               |       |           |           |
|  |           |               |               |       |           |           |
|  | Thái Lan  | 3             |               |       |           |           |
|  | Thái Lan  | 3             | 4 tháng 9     |       |           |           |
|  | Malaysia  | 1             |               |       |           |           |
|  | Malaysia  | 1             | Thái Lan      | 1 (3) |           |           |
|  | 2 tháng 9 |               | Thái Lan      | 1 (3) |           |           |
|  |           | Myanmar (pen) | 1 (4)         |       |           |           |
|  | Lào       | Myanmar (pen) | 1 (4)         | 1     |           |           |
|  | Lào       |               |               | 1     |           |           |
|  | Myanmar   | 2             |               |       |           |           |
|  | Myanmar   | 2             | Tranh hạng ba |       |           |           |
|  |           |               |               |       |           |           |
|  | 4 tháng 9 |               |               |       |           |           |
|  |           |               |               |       |           |           |
|  | Malaysia  | 1             |               |       |           |           |
|  | Malaysia  | 1             |               |       |           |           |
|  | Lào       | 3             |               |       |           |           |

### Bán kết
| Thái Lan | 3–1 | Malaysia |
| -------- | --- | -------- |
|          |     |          |

| Lào | 1–2 | Myanmar |
| --- | --- | ------- |
|     |     |         |

### Tranh hạng ba
| Malaysia | 1–3 | Lào |
| -------- | --- | --- |
|          |     |     |

### Chung kết
| Thái Lan | 1–1 (aet) 3–4 (pen) | Myanmar |
| -------- | ------------------- | ------- |
|          |                     |         |

## Đội vô địch
| Vô địch bóng đá U-17 Đông Nam Á 2005 Myanmar Lần đầu tiên |